# Герде (Оснабрик)
Герде (њем. Gehrde) општина је у њемачкој савезној држави Доња Саксонија. Једно је од 34 општинска средишта округа Оснабрик. Према процјени из 2010. у општини је живјело 2.487 становника. Посједује регионалну шифру (AGS) 3459018.

## Географски и демографски подаци
Герде се налази у савезној држави Доња Саксонија у округу Оснабрик. Општина се налази на надморској висини од 32 метра. Површина општине износи 36,4 km². У самом мјесту је, према процјени из 2010. године, живјело 2.487 становника. Просјечна густина становништва износи 68 становника/km².